# Waukesha (Wisconsin)
Waukesha es una ciudad ubicada en el condado de Waukesha en el estado estadounidense de Wisconsin. En el Censo de 2010 tenía una población de 70.718 habitantes y una densidad poblacional de 1.089,43 personas por km².  El ataque del desfile navideño de Waukesha ocurrió en 2021.

## Geografía
Waukesha se encuentra ubicada en las coordenadas 43°0′33″N 88°14′42″O / 43.00917, -88.24500. Según la Oficina del Censo de los Estados Unidos, Waukesha tiene una superficie total de 64.91 km², de la cual 64.25 km² corresponden a tierra firme y (1.02%) 0.66 km² es agua.

## Demografía
Según el censo de 2010, había 70.718 personas residiendo en Waukesha. La densidad de población era de 1.089,43 hab./km². De los 70.718 habitantes, Waukesha estaba compuesto por el 88.1% blancos, el 2.35% eran afroamericanos, el 0.39% eran amerindios, el 3.53% eran asiáticos, el 0.04% eran isleños del Pacífico, el 3.53% eran de otras razas y el 2.06% pertenecían a dos o más razas. Del total de la población el 12.06% eran hispanos o latinos de cualquier raza.